# Щетинкинский сельсовет
Щетинкинский сельсовет - сельское поселение в Курагинском районе Красноярского края.
Административный центр - село Щетинкино.

## Население
| 2010 | 2012 | 2013 | 2014 | 2015 | 2016 | 2017 |
| ---- | ---- | ---- | ---- | ---- | ---- | ---- |
| 231  | ↘220 | ↘201 | ↘183 | ↘177 | ↘172 | ↘169 |

## Состав сельского поселения
В состав сельского поселения входят 4 населённых пункта:
| № | Населённый пункт | Тип населённого пункта       | Население |
| - | ---------------- | ---------------------------- | --------- |
| 1 | Джотка           | деревня                      | 0         |
| 2 | Джотка           | посёлок                      | 6         |
| 3 | Сисим            | посёлок                      | 2         |
| 4 | Щетинкино        | село, административный центр | 223       |

## Местное самоуправление
Щетинкинский сельский Совет депутатов
Дата избрания: 14.03.2010. Срок полномочий: 5 лет. Количество депутатов:  7
Глава муниципального образования
- Щекалев Валерий Владимирович. Дата избрания: 14.03.2010. Срок полномочий: 5 лет